# Conferencia de Vilna

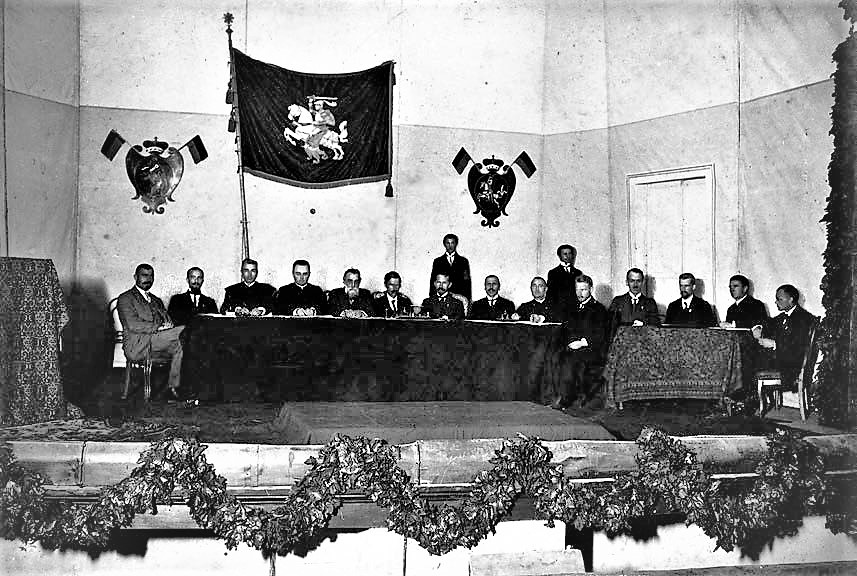
Presidio y secretaría de la Conferencia de Vilna en 1917. De izquierda a derecha los integrantes: Peliksas Bugailiškis, Kazys Bikauskas, Kazimieras Šaulys, Justinas Staugaitis, Jonas Basanavičius, Steponas Kairys, Antanas Smetona, Jonas Vileišis, Povilas Dogelis, Juozas Paknys, Jurgis Šaulys, Mykolas Biržiška, Juozas Stankevičius, Petras Klimas

La Conferencia de Vilna (en lituano: Vilniaus konferencija) fue realizada entre el 8 y 22 de septiembre de 1917, durante la Primera Guerra Mundial. Esta Conferencia sirvió para comenzar el proceso de estabilización de un estado lituano independiente, basado en la igualdad étnica y en la lengua lituana, quedando separada Lituania del Imperio ruso, de Polonia y el Imperio Alemán. 
No obstante, en tanto las tropas del Imperio Alemán ocupaban todo el territorio lituano como consecuencia de sus victorias bélicas sobre Rusia, las autoridades alemanas de ocupación previnieron que la Conferencia actuase evitando toda mención a la independencia de Lituania. De hecho el estancamiento de las ofensivas militares del frente oriental habían estimulado a que el gobierno imperial alemán determinase alentar un limitado nacionalismo en los territorios orientales bajo su ocupación, considerando que sería más útil para Alemania incitar a que las naciones antes dominadas por el Imperio Ruso se opusieran ahora a éste formando sus estados propios, pero subordinados política y militarmente al Imperio Alemán.
Para esto fueron seleccionados por la administración militar alemana veinte miembros del Consejo de Lituania que, contrariamente a las intenciones alemanas, se embarcaron en el restablecimiento de un estado independiente lituano. La Revolución de Octubre en noviembre de 1917 aceleró la descomposición militar de Rusia e incitó a que el gobierno alemán buscara aprovechar la situación y lograr las mayores ventajas territoriales y políticas que fueran posibles en el frente oriental.
Al advertirse que el Consejo de Lituania empezaba a manifestar intenciones pro-independentistas, las autoridades del Ober-Ost alemán se vieron en una seria dificultad. Por un lado no deseaban imponer su autoridad por la fuerza a los lituanos, dañando así todo su esfuerzo de propaganda en los países bálticos, pero tampoco estaban dispuestos a permitir un Estado Lituano totalmente independiente; los delegados alemanes al Consejo de Lituania impusieron una "Declaración" en la cual los delegados lituanos condenaban el imperialismo ruso y al mismo tiempo aseguraban la "completa lealtad" de Lituania al Imperio Alemán, estableciendo en otras cláusulas ciertos estrechos vínculos militares y económicos con Alemania. Los delegados lituanos aceptaron las menciones antirrusas pero también rechazaron las cláusulas proalemanas y eliminaron toda mención a la "lealtad" lituana.
Al no lograr sus fines, la administración militar alemana se negó a invitar a los delegados lituanos a las negociaciones del Tratado de Brest Litovsk y puso fin a la Conferencia de Vilna, pero los líderes lituanos no abandonaron en su empeño y así, clandestinamente y en contra de las intenciones alemanas, firmaron al año siguiente la Declaración de Independencia de Lituania.